# Biswamoyopterus
Biswamoyopterus és un gènere d'esquirols originaris del sud-est asiàtic. Conté tres espècies, dues de les quals són conegudes a partir d'un sol exemplar. Els animals d'aquest gènere són esquirols relativament grans, amb una llargada corporal d'aproximadament 40 cm, sense comptar la cua, que mesura uns 60 cm. Ambdues espècies de Biswamoyopterus tenen el pelatge del dors majoritàriament marró vermellós, però amb alguns pèls negres, grisos o de color gris blanquinós, mentre que la zona ventral té una coloració més clara.